# Słodka maska
Słodka maska – album Elektrycznych Gitar wydany 3 października 2000 roku, kiedy przypadało 10-lecie zespołu. Stylistycznie płyta trochę różni się od poprzednich płyt zespołu. Nie okazała się dużym sukcesem komercyjnym, choć recenzje były przychylne. Elementem albumu są covery dwóch utworów zmarłego rok wcześniej Kazimierza Grześkowiaka - Herostrates i Sen o śnie. Zamieszczono na nim również starą piosenkę, znaną z kabaretu Salon Niezależnych, pod tytułem Balon, opowiadającą o śmierci na pokazach lotniczych. Oprócz wymienionych coverów na albumie znalazły się też piosenki Kuby Sienkiewicza, a całość zamyka refleksyjny utwór Piotra Łojka, Sobowtór. Płytę promowała piosenka Nowa gwiazda, z teledyskiem, którego nie chciała emitować TVP, bo wyśmiewał realia wyborów w Polsce i otwarcie nawiązywał do kampanii prezydenckiej. Wystąpił w nim Grzegorz Miecugow. Niektórzy słuchacze mieli okazję usłyszeć w radiu reggae'owe Napady, ze słowami Jacka Bojakowskiego.
Dodatkowo, w ramach promocji, do albumu dołączono gratisową płytę z surowymi nagraniami z dwóch koncertów Elektrycznych Gitar - 27 maja 2000 r. w Poznaniu i 10 czerwca 2000 r. w Szczecinie, w tym niepublikowany dotąd cover zespołu Trashbudda - Kwiat jabłoni.

## CD1: Słodka maska studyjna
1. „Nowa gwiazda” (K. Sienkiewicz)
2. „Moje szczęki” (K. Sienkiewicz)
3. „Słodka laska - biała śmierć” (K. Sienkiewicz)
4. „Napady” (J. Bojakowski / K. Sienkiewicz)
5. „2000 i więcej” (K. Sienkiewicz)
6. „Wnoszą, wynoszą” (J. Mioduchowska / K. Sienkiewicz)
7. „Smutny operator” (K. Sienkiewicz)
8. „Balon” (A. Zawistowski / A. Kociszewski)
9. „Pani spojrzy na mnie” (K. Sienkiewicz)
10. „Gód i głód” (K. Sienkiewicz)
11. „Herostrates” (K. Grześkowiak)
12. „Odwalcie się od miłości” (K. Sienkiewicz)
13. „Sen o śnie” (K. Grześkowiak)
14. „Sobowtór” (P. Łojek)

### Wykonawcy
- Kuba Sienkiewicz - gitara elektryczna, śpiew
- Piotr Łojek - instrumenty klawiszowe
- Tomasz Grochowalski - gitara basowa, gitara elektryczna (2, 12)
- Aleksander Korecki - saksofon, klarnet, flet, harmonijka ustna
- Leon Paduch - perkusja

## CD2: Słodka maska estradowa
1. „Ludzie czekają”
2. „Wiele razy” (K. Sienkiewicz)
3. „Co ty tutaj robisz” (K. Sienkiewicz)
4. „Kiler” (K. Sienkiewicz)
5. „Dzieci wybiegły”[4] (K. Sienkiewicz)
6. „Nie pij Piotrek” (K. Sienkiewicz)
7. „Człowiek z liściem” (K. Sienkiewicz)
8. „Co powie Ryba” (K. Sienkiewicz)
9. „Wyszków tonie” (K. Sienkiewicz)
10. „Jestem z miasta” (K. Sienkiewicz)
11. „Żądze” (K. Sienkiewicz)
12. „Tatusia” (P. Łojek, K. Sienkiewicz)
13. „Nie jestem sobą” (K. Sienkiewicz)
14. „Głowy L.” (K. Sienkiewicz)
15. „Kwiat jabłoni” (I. Komarnicki, P. Długołęcki)
16. „Włosy” (trad. / K. Sienkiewicz)
17. „Jestem o(d)padem atomowym” (M. Jędras)
18. „Dylematy dziś” (K. Sienkiewicz)
19. „Ja jestem nowy rok” (K. Sienkiewicz)
20. „Huśtawka” (J. Kleyff)

### Wykonawcy
- Kuba Sienkiewicz - gitara elektryczna, śpiew
- Piotr Łojek - instrumenty klawiszowe, gitara elektryczna (15, 17, 18)
- Tomasz Grochowalski - gitara basowa
- Aleksander Korecki - saksofon, instrumenty perkusyjne, instrumenty klawiszowe (18)
- Leon Paduch - perkusja